# Platysenta agnata
Platysenta agnata là một loài bướm đêm trong họ Noctuidae.